# Trudowe (hromada Bilmanka)
Trudowe (ukr. Трудове) – wieś na Ukrainie, w obwodzie zaporoskim, w rejonie połohowskim, w hromadzie Bilmanka. W 2001 liczyła 677 mieszkańców, spośród których 573 wskazało jako ojczysty język ukraiński, a 104 rosyjski.